# Stig Kristiansen
Stig Kristiansen (nascido em 12 de agosto de 1970) é um ex -ciclista norueguês. Ele competiu no contra-relógio por equipe nos Jogos Olímpicos de Verão de 1992.
Ativo durante os anos 1990, tem sido sobretudo campeão da Noruega do contrarrelógio em 1994 e condecorado de bronze do campeonato do mundo de contrarrelógio por equipas em 1991. Representou a Noruega nos Jogos Olímpicos de Verão de 1992, em Barcelona, durante a prova de contrarrelógio por equipas.
Em outubro de 2012, torna-se selecionador das equipas nacionais noruegas em estrada, sucedendo a Steffen Kjaergaard que tem tido que demitir após ter admitido se ser dopado durante a sua carreira de corredor. Stig Kristiansen ocupa esta praça durante cinco anos, durante as quais as seleções que dirige obtêm dois títulos mundiais em categoria esperanças com Kristoffer Halvorsen em 2016 e Sven Erik Bystrøm em 2014 e um título europeu elite com Alexander Kristoff em 2017, das medalhas de prata aos campeonatos mundiais com Kristoff em 2017, e das medalhas de bronze com Susanne Andersen em categoria júnior em 2016 e Kristoffer Skjerping em categoria esperança em 2014. Nesse ano, ffica acidentado ao volante de seu veículo durante a corrida elite masculina tentando de evitar um espectador na estrada. Sofrendo de fractura à perna, ao braço, retoma suas funções durante a temporada de 2015
Em final de ano 2017, abandona a praça de selecionador nacional e resulta diretor desportista da equipa Uno-X Hydrogen.

## Palmarés
- 1988
  - Campeão dos Países nórdicos do contrarrelógio por equipas juniores (com Roar Skaane, Bjørn Stenersen e Karsten Stenersen)
- 1991
  -  Medalha de bronze do campeonato do mundo de contrarrelógio por equipas
- 1992
  -  Campeão da Noruega do contrarrelógio por equipas (com Dag Erik Pedersen e Trond Kristian Karlsen)
- 1994
  -  Campeão da Noruega do contrarrelógio
  -  Campeão da Noruega do contrarrelógio por equipas (com Ole Simensen e Steffen Kjærgaard)
- 1995
  -  Campeão da Noruega do contrarrelógio por equipas (com Ole Simensen e Steffen Kjærgaard)
- 1997
  - 3.º do campeonato da Noruega do contrarrelógio
- 1998
  -  Campeão da Noruega do critérium
  -  Campeão da Noruega do contrarrelógio por equipas (com Vegard Øverås Lied e Kurt Asle Arvesen)
  - 3.º do campeonato da Noruega do contrarrelógio
- 2000
  - 3.º do campeonato da Noruega do contrarrelógio